# Rio das Antas (Imbituva)
Der Rio das Antas ist ein etwa 24 km langer linker Nebenfluss des Rio Imbituva im Süden des brasilianischen Bundesstaats Paraná.

## Etymologie

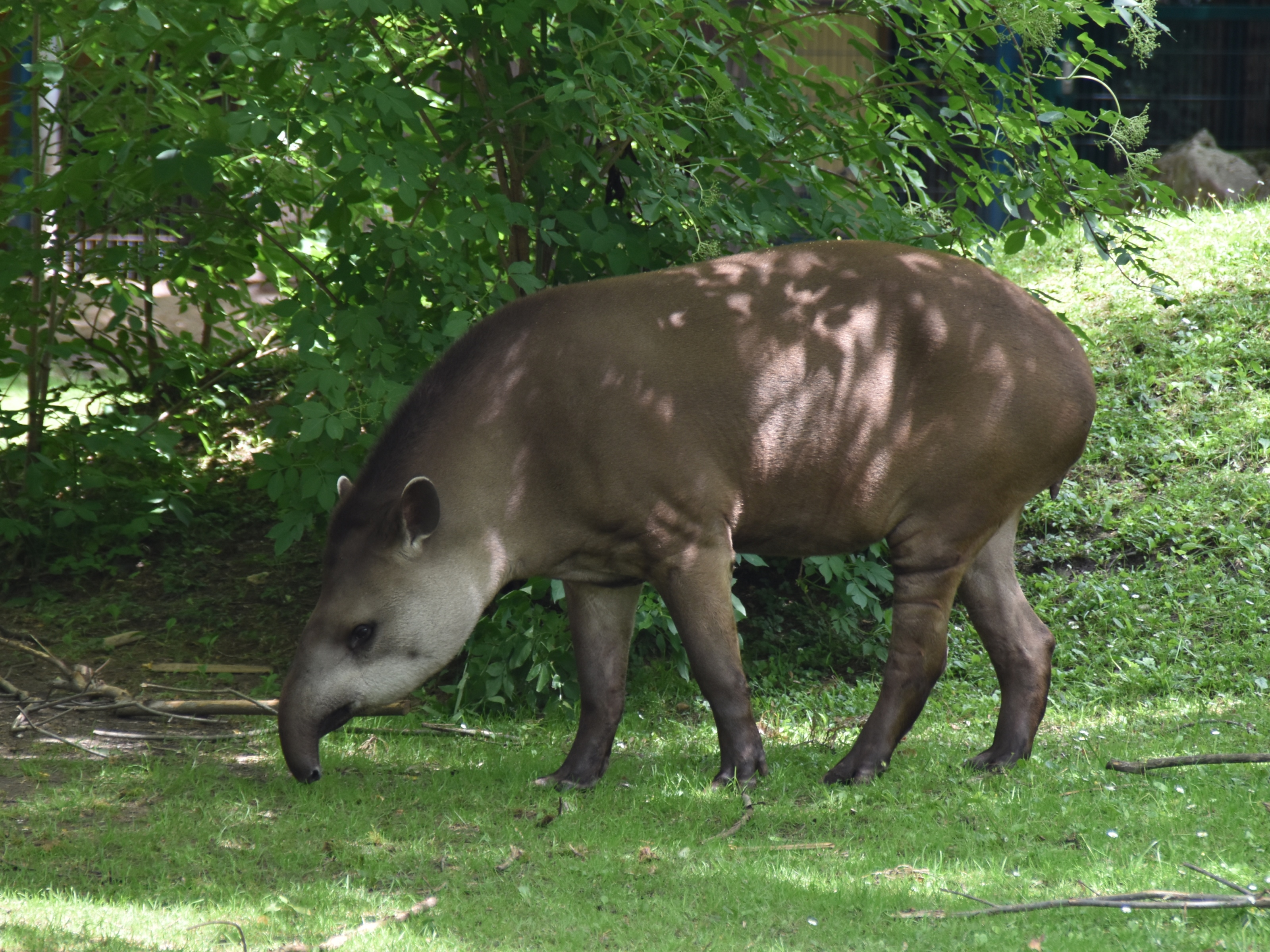
Anta, deutsch: Tapir

Der Name Rio das Antas bedeutet Tapirfluss und bezieht sich auf die Tapire (portugiesisch: Antas), die an den Flussufern anzutreffen waren.

## Geografie

### Lage
Das Einzugsgebiet des Rio das Antas befindet sich auf dem Segundo Planalto Paranaense (Zweite oder Ponta-Grossa-Hochebene von Paraná).

### Verlauf
Sein Quellgebiet liegt auf der Grenze zwischen den Munizipien Irati und Fernandes Pinheiro auf 814 km Meereshöhe. Der Fluss entsteht aus dem Zusammenfluss des Arroio dos Gurski und des Arroio dos Coxinhos wenige hundert Meter nördlich des Kartódromo Ildefonso Zanetti (eine der offiziellen Kartbahnen Brasiliens) etwa 1 km östlich der BR-153 von União da Vitória nach Jacarezinho an der südwestlichen Grenze des Schutzgebiets Floresta Nacional de Irati.
Der Fluss verläuft in nördlicher Richtung. Er begrenzt auf seiner ganzen Länge die Floresta Nacional de Irati. Er fließt zwischen den Munizipien Imbituva und Teixeira Soares von links in den Rio Imbituva. Er mündet auf 791 km Höhe. Er ist etwa 24 km lang.

### Munizipien im Einzugsgebiet
Am Rio das Antas liegen die vier Munizpien Irati, Fernandes Pinheiro, Imbituva und Teixeira Soares.

## Umweltschutzgebiet
Am Ostufer des Rio das Antas liegt das Schutzgebiet Floresta Nacional de Irati. Dieses wurde 1968 eingerichtet und umfasst 38 km². Es dient dem Schutz der Floresta ombrófila mista (gemischter Regenwald) und Forschungszwecken für eine nachhaltige Nutzung der Ressourcen, zum Beispiel von Araukarienkernen.